# Estádio Diego Armando Maradona
O Estádio Diego Armando Maradona é um estádio de futebol localizado na cidade de Buenos Aires, na Argentina. Inaugurado em 26 de dezembro de 2003 no lugar do antigo estádio, tem capacidade para 25 500 torcedores e pertence a Asociación Atlética Argentinos Juniors.
Demorou dez anos para ser construído, devido à crise financeira que assolou o clube, que durante a construção mandava seus jogos no Estádio Arquiteto Ricardo Etcheverry. O seu nome é uma homenagem a Diego Maradona, um dos maiores futebolistas de todos os tempos e que foi revelado nas categorias de base do clube.

## História
Sua construção demorou quase 10 anos , em virtude da difícil situação financeira que o clube enfrentava, e o mesmo foi batizado com o nome de Diego Armando Maradona - jogador saído de suas categorias de base e máxima figura do clube - como forma de homenagem. Foi neste estádio que o jogador argentino entrou pela primeira vez em campo de maneira oficial.
O estádio original foi inaugurado em 27 de abril de 1940, mas sua reinauguração foi em dezembro de 2003. A primeira partida jogada no novo estádio foi entre os jogadores do Argentinos Juniors que ganharam a Copa Libertadores da América de 1985 e os integrantes da equipe de 1996–97.

## Estrutura

### Museu
No estádio o Argentinos Juniors possui um museu do clube chamado ""El Templo del Fútbol'',  inaugurado em 25 de novembro de 2009. Fica aberto ao público aos sábados, das 10h às 13h, e em dias de jogos no estádio.

### Polideportivo Las Malvinas
O Argentinos Juniors conta com um Complexo Polidesportivo situado no centro de Buenos Aires, um amplo espaço para que os sócios realizem variados tipos de atividades desportivas e eventos sociais.

### Centro de treinamento
Chamado de Complejo Futbolistico, o Argentinos Juniors possui um amplo centro de treinamento, contando com cinco campos de futebol, um deles com arquibancada para 400 pessoas. Além disso, o CT possui cinco vestiários e alojamento para 24 jogadores.